# Lực lượng Vũ trang Sinh viên
Lực lượng Vũ trang Sinh viên (tiếng Miến Điện: ကျောင်းသားလက်ရုံးတပ်တော်; viết tắt: SAF) là một tổ chức kháng chiến vũ trang ở Myanmar.

## Lịch sử
Để ứng phó với cuộc đảo chính Myanmar năm 2021, các thành viên Hội sinh viên Đại học có trụ sở ở Yangon đã học huấn luyện quân sự cơ bản tại khu vực của quân đội Arakan và với sự hỗ trợ của quân đội này, họ đã thành lập Lực lượng Vũ trang Sinh viên vào ngày 27 tháng 4 năm 2021 với 22 nhà lãnh đạo.
Đến ngày 24 tháng 1 năm 2022, Lực lượng Vũ trang Sinh viên xác nhận đã có 9 đặc nhiệm SAC thiệt mạng trong một cuộc tấn công gồm 60 người vào Tatmadaw. Một cựu diễn viên có tên Honey Nway Oo hiện cũng là thành viên với tư cách sĩ quan cấp cao trong lực lượng.